# Infinitezimalni račun
Infinitezimalni račun je grana matematike koja se bavi funkcijama, izvodima, integralima, limesima i beskonačnim nizovima. Proučava razumevanje i opisivanje promena merljivih varijabli. Središnji koncept kojim se opisuje promena varijable je funkcija. Dve glavne grane su diferencijalni račun i integralni račun. Infinitezimalni račun je osnova matematičke analize. Koristi se u nauci, ekonomiji, inženjerstvu itd. Služi za rešavanje mnogih matematičkih problema, koji se ne mogu rešiti algebrom ili geometrijom. Infinitezimalni račun se na latinskom jeziku kaže „calculus infinitesimalis" i iz toga je proizašao naziv „kalkulus", koji se koristi u jednom delu sveta. Reč „infinitesimalis" znači "beskrajno mala veličina".
Infinitezimalni račun su nezavisno razvili krajem 17. veka Isak Njutn i Gotfrid Vilhelm Lajbnic. Kasniji rad, uključujući kodifikaciju ideje o granicama, stavio je ovaj razvoj na čvršće konceptualne osnove. Danas, račun ima široku upotrebu u nauci, inženjerstvu i društvenim naukama.

## Istorija
U antičkom razdoblju bilo je ideja sličnih infinitezimalnom računu. Egipćani su računali zapreminu zarubljene piramide. Grci Eudoks i Arhimed koristili su metodu iscrpljivanja kojom se površina nekog oblika izračunava tako što se u njega ubacuje niz mnogouglova čije površine konvergiraju prema površini celog oblika. Tu metodu koristio je i Kinez Liu Hui u 3. veku, da bi izračunao površinu kruga. U 5. veku Ču Čungdži koristio je metodu koja će kasnije biti nazvana Kavalijerijev princip za zapreminu lopte.
Godine 499. indijski matematičar Ariabhata I. je računao infinitezimalnim računom i zapisao astronomski problem u obliku diferencijalne jednačine. Na osnovu te jednačine je u 12. veku Bhaskara razvio neku vrstu izvoda. Oko 1000. godine Ibn al-Haitam je osmislio formulu za sve vrste četvrtih stepena i time pripremio put za integralni račun. U 12. veku persijski matematičar Šaraf al-Din al-Tusi otkrio je pravilo za odvajanje kubnog polinoma. U 17. veku japanski matematičar Šinsuke Seki Kova došao je do osnovnih spoznaja infinitezimalnog računa.
Infinitezimalni račun otkrili su nezavisno jedan od drugog u otprilike isto vreme Isak Njutn i Gotfrid Vilhelm Lajbnic. Oni su otkrili zakone diferencijalnog i integralnog računa, izvoda (derivacije) i aproksimacija polinomnih nizova. Njihov rad nastavili su matematičari Ogisten Luj Koši, Bernhard Riman, Karl Vajerštras, Henri Lion Lebesk i dr.

### Drevni prethodnici

#### Egipat
Proračun zapremine i površine, jedan od ciljeva integralnog računa, može se naći u egipatskom moskovskom papirusu (oko 1820 pne), ali formule su jednostavna uputstva, bez naznaka kako su dobijene.

## Glavna poglavlja

### Izvod
Izvod (derivacija) funkcije {\displaystyle f} je granična vrednost koeficijenta porasta funkcije i prirasta argumenta kada prirast argumenta teži nuli.

### Integral
Za datu funkciju f(x) realne promenljive x i interval  na pravcu realnih brojeva, integral
{\displaystyle \int _{a}^{b}f(x)dx}
predstavlja površinu područja u ravni xy ograničenog grafom od f, x-osom i vertikalnim crtama x=a i x=b.

### Limes
Poglavlje limesa funkcije razvilo se iz problema kako izračunati vrednost funkcije u slučajevima kada funkcija nije dobro definisana, npr. deljenje nulom. Limes funkcije f u tački a je broj kome se pridružuje funkcijska vrednost f(x), kada vrednost x teži a.
{\displaystyle \lim _{x\to a}f(x)}
npr.
{\displaystyle \lim _{x\to 0}{\frac {sin(x)}{x}}\ =1}

## Svojstva limesa
{\displaystyle {\begin{matrix}\lim \limits _{x\to p}&(f(x)+g(x))&=&\lim \limits _{x\to p}f(x)+\lim \limits _{x\to p}g(x)\\\lim \limits _{x\to p}&(f(x)-g(x))&=&\lim \limits _{x\to p}f(x)-\lim \limits _{x\to p}g(x)\\\lim \limits _{x\to p}&(f(x)\cdot g(x))&=&\lim \limits _{x\to p}f(x)\cdot \lim \limits _{x\to p}g(x)\\\lim \limits _{x\to p}&(f(x)/g(x))&=&{\lim \limits _{x\to p}f(x)/\lim \limits _{x\to p}g(x)}\end{matrix}}}

## Literatura
- McQuarrie, Donald A. (2003). Mathematical Methods for Scientists and Engineers. University Science Books. ISBN 978-1-891389-24-5.
- Stewart, James (2008). Calculus: Early Transcendentals. 6th ed., Brooks Cole Cengage Learning. ISBN 978-0-495-01166-8.
- Robert A. Adams. 1999.  978-0-201-39607-2.. Calculus: A complete course.
- John Lane Bell (1998). A Primer of Infinitesimal Analysis. Cambridge University Press. ISBN 978-0-521-62401-5. Uses synthetic differential geometry and nilpotent infinitesimals.
- Thomas/Finney. 1996.  978-0-201-53174-9.. Calculus and Analytic geometry 9th, Addison Wesley.
- Weisstein, Eric W. "Second Fundamental Theorem of Calculus." From MathWorld—A Wolfram Web Resource.
- Crowell, B. (2003). "Calculus" Light and Matter, Fullerton., Приступљено 6. 5. 2007. from http://www.lightandmatter.com/calc/calc.pdf
- Garrett, P. (2006). "Notes on first year calculus" University of Minnesota., Приступљено 6. 5. 2007. from http://www.math.umn.edu/~garrett/calculus/first_year/notes.pdf
- Faraz, H. (2006). "Understanding Calculus", Приступљено 6. 5. 2007. from Understanding Calculus, URL http://www.understandingcalculus.com/ (HTML only)
- Mauch, S. (2004). "Sean's Applied Math Book" California Institute of Technology., Приступљено 6. 5. 2007. from https://web.archive.org/web/20070614183657/http://www.cacr.caltech.edu/~sean/applied_math.pdf
- Sloughter, Dan (2000). "Difference Equations to Differential Equations: An introduction to calculus"., Приступљено 17. 3. 2009. from http://synechism.org/drupal/de2de/
- Stroyan, K.D. (2004). "A brief introduction to infinitesimal calculus" University of Iowa., Приступљено 6. 5. 2007. from https://web.archive.org/web/20050911104158/http://www.math.uiowa.edu/~stroyan/InfsmlCalculus/InfsmlCalc.htm (HTML only)
- Strang, G. (1991). "Calculus" Massachusetts Institute of Technology., Приступљено 6. 5. 2007. from http://ocw.mit.edu/ans7870/resources/Strang/strangtext.htm
- Smith, William V (2001). „The Calculus”. Архивирано из оригинала 30. 10. 2017. г. Приступљено 04. 12. 2010., Приступљено 4. 7. 2008. (HTML only).}-
- Albers, Donald J.; Anderson, Richard D.; Loftsgaarden, Don O., ур. (1986). Undergraduate Programs in the Mathematics and Computer Sciences: The 1985–1986 Survey. Mathematical Association of America. ISBN 978-0-88385-057-2.
- Anton, Howard; Bivens, Irl; Davis, Stephen (2002). Calculus. John Wiley and Sons Pte. Ltd. ISBN 978-81-265-1259-1.
- Apostol, Tom M. (1967). Calculus, Volume 1, One-Variable Calculus with an Introduction to Linear Algebra. Wiley. ISBN 978-0-471-00005-1.
- Apostol, Tom M. (1969). Calculus, Volume 2, Multi-Variable Calculus and Linear Algebra with Applications. Wiley. ISBN 978-0-471-00007-5.
- Boelkins, M. (2012). Active Calculus: a free, open text (PDF). Архивирано из оригинала 30. 5. 2013. г. Приступљено 1. 2. 2013.
- Boyer, Carl Benjamin (1959) [1949]. The History of the Calculus and its Conceptual Development (Dover изд.). Hafner. ISBN 0-486-60509-4.
- Cajori, Florian (септембар 1923). „The History of Notations of the Calculus”. Annals of Mathematics. 2nd Series. 25 (1): 1—46. JSTOR 1967725. doi:10.2307/1967725. hdl:2027/mdp.39015017345896 .
- Courant, Richard (3. 12. 1998). Introduction to calculus and analysis 1. Springer. ISBN 978-3-540-65058-4.
- Gonick, Larry (2012). The Cartoon Guide to Calculus. William Morrow. ISBN 978-0-061-68909-3. OCLC 932781617.
- Keisler, H.J. (2000), Elementary Calculus: An Approach Using Infinitesimals. Retrieved 29 August 2010 from {{cite web|author= |title= |url=http://www.math.wisc.edu/~keisler/calc.html |date=|work= |publisher= }} Архивирано 1 мај 2011 на сајту
- Landau, Edmund (2001). Differential and Integral Calculus. American Mathematical Society. ISBN 0-8218-2830-4.
- Lebedev, Leonid P.; Cloud, Michael J. (2004). „The Tools of Calculus”. Approximating Perfection: a Mathematician's Journey into the World of Mechanics. Princeton University Press. Bibcode:2004apmj.book.....L. ISBN 978-0-691-11726-3.
- Larson, Ron; Edwards, Bruce H. (2010). Calculus (9th изд.). Brooks Cole Cengage Learning. ISBN 978-0-547-16702-2.
- Pickover, Cliff (2003). Calculus and Pizza: A Math Cookbook for the Hungry Mind. ISBN 978-0-471-26987-8.
- Salas, Saturnino L.; Hille, Einar; Etgen, Garret J. (2007). Calculus: One and Several Variables (10th изд.). Wiley. ISBN 978-0-471-69804-3.
- Spivak, Michael (септембар 1994). Calculus. Publish or Perish publishing. ISBN 978-0-914098-89-8.
- Steen, Lynn Arthur, ур. (1988). Calculus for a New Century; A Pump, Not a Filter. Mathematical Association of America. ISBN 0-88385-058-3.
- Thomas, George Brinton; Finney, Ross L.; Weir, Maurice D. (1996). Calculus and Analytic Geometry, Part 1. Addison Wesley. ISBN 978-0-201-53174-9.
- Thomas, George B.; Weir, Maurice D.; Hass, Joel; Giordano, Frank R. (2008). Calculus (11th изд.). Addison-Wesley. ISBN 978-0-321-48987-6.
- Thompson, Silvanus P.; Gardner, Martin (1998). Calculus Made Easy. ISBN 978-0-312-18548-0.

## Spoljašnje veze
- Hazewinkel Michiel, ур. (2001). „Calculus”. Encyclopaedia of Mathematics. Springer.  978-1556080104.
- Weisstein, Eric W. „Calculus”. MathWorld.
- Topics on Calculus at PlanetMath.org.
- Calculus Made Easy (1914) by Silvanus P. Thompson Full text in PDF
- Calculus on In Our Time at the BBC. (listen now)
- Calculus.org: The Calculus page at University of California, Davis – contains resources and links to other sites
- Earliest Known Uses of Some of the Words of Mathematics: Calculus & Analysis
- The Role of Calculus in College Mathematics Архивирано на веб-сајту  (26. јул 2021) from ERICDigests.org
- OpenCourseWare Calculus from the Massachusetts Institute of Technology
- Infinitesimal Calculus – an article on its historical development, in Encyclopedia of Mathematics, ed. Michiel Hazewinkel.
- Daniel Kleitman, MIT. „Calculus for Beginners and Artists”.
- Calculus training materials at imomath.com Архивирано на веб-сајту  (9. јул 2023)
- The Excursion of Calculus, 1772